# Фред Інмен
Фред Інмен (англ. Fred Inman; 7 червня 1881 — 16 грудня 1929) — колишній американський тенісист.
Найвищим досягненням на турнірах Великого шолома був чвертьфінал в одиночному розряді.

## Тенісна кар'єра

### Часова шкала результатів на турнірах Великого шлему
| W | Ф | ПФ | ЧФ | #Р | КТ | К# | DNQ | A | NH |

| Турнір                                                                         | 1907 | 1908 | 1909 | 1910 | 1911 | 1912 | 1913 | 1914 | 1915 | 1916 | 1917 | 1918 | 1919 | 1920 |
| ------------------------------------------------------------------------------ | ---- | ---- | ---- | ---- | ---- | ---- | ---- | ---- | ---- | ---- | ---- | ---- | ---- | ---- |
| Список переможців турнірів Великого шлема серед чоловіків в одиночному розряді |      |      |      |      |      |      |      |      |      |      |      |      |      |      |
| Відкритий чемпіонат Австралії з тенісу                                         |      |      |      |      |      |      |      |      |      | NH   | NH   | NH   |      |      |
| Вімблдонський турнір                                                           |      |      |      |      |      |      |      |      | NH   | NH   | NH   | NH   |      | 2р   |
| Відкритий чемпіонат США з тенісу                                               | 4р   | 2р   | ЧФ   | 4р   | К1р  | 3р   | 2р   | 4р   | 2р   | 1р   | 1р   |      | 1р   | 1р   |